# Destruction Derby 64
Destruction Derby 64 est un jeu vidéo de course automobile développé par Looking Glass Studios, sorti en 1999 sur Nintendo. Il fait partie de la série Destruction Derby. 